# Pruillé-le-Chétif
Pruillé-le-Chétif är en kommun i departementet Sarthe i regionen Pays de la Loire i nordvästra Frankrike. Kommunen ligger i kantonen Allonnes som tillhör arrondissementet Le Mans. År 2022 hade Pruillé-le-Chétif 1 333 invånare.

## Befolkningsutveckling
Antalet invånare i kommunen Pruillé-le-Chétif
| Referens: INSEE |